# Seelübbe
Seelübbe ist ein Ortsteil der Kreisstadt Prenzlau im Landkreis Uckermark in Brandenburg.

## Geographie
Der Ort liegt sechs Kilometer südsüdöstlich von Prenzlau. Die Nachbarorte sind Magnushof, Dreyershof und Augustenfelde im Norden, Ewaldshof im Nordosten, Bietikow im Osten, Bertikow im Südosten, Berghausen im Süden, Dree Brök im Südwesten, Zollchow im Westen sowie Röpersdorf im Nordwesten.

## Geschichte
Die erste schriftliche Erwähnung des Ortes stammt aus dem Jahr 1262. Im Urkundeninventar des Sabinenklosters Prenzlau, einem ehemaligen Frauenkloster des 13.–16. Jahrhunderts, von dem heute lediglich die evangelische Kirche St. Sabinen und ein Nebengebäude erhalten ist, wurde er in der Schreibweise Seelube angegeben.